# NGC 1138
NGC 1138 je galaksija u zviježđu Perzej.

## Vanjske poveznice
- SEDS: NGC 1138